# Rudelzhausen
Rudelzhausen település Németországban, azon belül Bajorországban. Lakosainak száma 3498 fő (2023. december 31.). Rudelzhausen Hörgertshausen, Nandlstadt és Au in der Hallertau községekkel határos.

## Népesség
A település népessége az elmúlt években az alábbi módon változott:
| Lakosok száma | 2315 | 1356 | 3227 | 3209 | 3265 | 3325 | 3371 | 3416 | 3517 | 3498 |
|               | 1970 | 1975 | 2011 | 2012 | 2014 | 2015 | 2017 | 2019 | 2022 | 2023 |